# Ла-Вальк
Ла Вальк (фр. La Walck) — упразднённая коммуна на северо-востоке Франции в регионе Эльзас — Шампань — Арденны — Лотарингия, департамент Нижний Рейн, округ Агно-Висамбур, кантон Рейшсоффен. До марта 2015 года коммуна административно входила в состав упразднённого кантона Нидербронн-ле-Бен (округ Агно-Висамбур). В результате административной реформы упразднена и с 1 января 2016 года объединена с коммунами Пфаффеноффен и Юберак в новую коммуну Валь-де-Модер.
Площадь коммуны — 0,68 км², население — 1133 человека (2006) с тенденцией к стабилизации: 1130 человек (2013), плотность населения — 1883,3 чел/км².

## Население
Население коммуны в 2011 году составляло 1142 человека, в 2012 году — 1144 человека, а в 2013-м — 1130 человек.
| 1962 | 1968 | 1975 | 1982 | 1990 | 1999 | 2006 | 2008 | 2011 | 2012 | 2013 |
| ---- | ---- | ---- | ---- | ---- | ---- | ---- | ---- | ---- | ---- | ---- |
| 896  | 979  | 1005 | 1003 | 965  | 1012 | 1133 | 1162 | 1142 | 1144 | 1130 |

Динамика населения:

## Экономика
В 2010 году из 703 человек трудоспособного возраста (от 15 до 64 лет) 547 были экономически активными, 156 — неактивными (показатель активности 77,8 %, в 1999 году — 71,1 %). Из 547 активных трудоспособных жителей работали 497 человек (270 мужчин и 227 женщин), 50 числились безработными (27 мужчин и 23 женщины). Среди 156 трудоспособных неактивных граждан 46 были учениками либо студентами, 43 — пенсионерами, а ещё 67 — были неактивны в силу других причин.